# New Haven (Kentucky)
New Haven is een plaats (city) in de Amerikaanse staat Kentucky, en valt bestuurlijk gezien onder Nelson County.

## Demografie
Bij de volkstelling in 2000 werd het aantal inwoners vastgesteld op 849.
In 2006 is het aantal inwoners door het United States Census Bureau geschat op 874, een stijging van 25 (2,9%).

## Geografie
Volgens het United States Census Bureau beslaat de plaats een oppervlakte van
1,4 km², geheel bestaande uit land. New Haven ligt op ongeveer 145 m boven zeeniveau.

## Plaatsen in de nabije omgeving
De onderstaande figuur toont nabijgelegen plaatsen in een straal van 24 km rond New Haven.